# Championnats d'Asie de boxe amateur 1970
Navigation
Édition précédente Édition suivante
La 4e édition des championnats d'Asie de boxe amateur s'est déroulée à Manille, aux Philippines, du 4 au 11 avril 1970. 

## Résultats

### Podiums
| Catégories                    | Or                |
| Poids mi-mouches (-48 kg)     | Mando Vicera      |
| Poids mouches (-51 kg)        | Masatoshi         |
| Poids coqs (-54 kg)           | Samad Mir         |
| Poids plumes (-57 kg)         | Sung Eun Kim      |
| Poids légers (-60 kg)         | Hyun Chi Kim      |
| Poids super-légers (-63,5 kg) | Eugenio Valmocina |
| Poids welters (-67 kg)        | Joo               |
| Poids super-welters (-71 kg)  | Watanabe          |
| Poids moyens (-75 kg)         | Arif Malik        |
| Poids mi-lourds (-81 kg)      | Hyung Choon Park  |
| Poids lourds (+81 kg)         | Sarwar Shah       |

### Tableau des médailles
| Place | Pays             | Médaille d'or, Asie | Total |
| ----- | ---------------- | ------------------- | ----- |
| 1     | Corée du Sud     | 4                   | 4     |
| 2     | Pakistan         | 3                   | 3     |
| 3     | Philippines      | 2                   | 2     |
| 3     | Japon            | 2                   | 2     |
| Total | 4 pays médaillés | 11                  | 11    |